# Евергрин (Висконсин)
Евергрин (енгл. Evergreen) град је у америчкој савезној држави Висконсин.

## Демографија
По попису из 2000. године број становника је 3.611.
| Група             | 2000.         | 2010.    |
| Белци             | 3.545 (98,2%) | 0 (0,0%) |
| Афроамериканци    | 3 (0,1%)      | 0 (0,0%) |
| Азијати           | 40 (1,1%)     | 0 (0,0%) |
| Хиспаноамериканци | 8 (0,2%)      | 0 (0,0%) |
| Укупно            | 3.611         | 0        |